# Laura Valenzuela
Rocío Espinosa Lopez-Cepero (Sevilha, 18 de fevereiro de 1931 – Madri, 17 de março de 2023), mais conhecida como Laura Valenzuela, foi uma atriz, modelo e apresentadora de televisão espanhola.
Em 2012, foi agraciada com o prêmio Iris pela sua carreira.